# علية عبد السلام
علية عبد السلام هي شاعرة مصرية وُلدت في 12 أكتوبر عام 1968.

## كتاباتها ومؤلفاتها
ألفت علية عبد السلام عدداً من الدواوين الشعرية من أهمها:
- تحت خط الاستواء: صدر عام 1999 عن دار ميريت للنشر والتوزيع بالقاهرة.[2]
- موت من أحبوني: صدر عام 2011 عن دار دار النهضة العربية ببيروت.[3][4]